# Stapelianthus madagascariensis
Stapelianthus madagascariensis är en oleanderväxtart som först beskrevs av Choux, och fick sitt nu gällande namn av Choux, A.White och Sloane. Stapelianthus madagascariensis ingår i släktet Stapelianthus och familjen oleanderväxter. Inga underarter finns listade i Catalogue of Life.